# Veratrum californicum
Espèce
Classification APG III (2009)
Veratrum californicum est une espèce de plantes de la famille des Liliaceae selon la classification classique, ou de celle des Melanthiaceae selon la classification phylogénétique.
Elle est originaire des États-Unis.
Elle possède des alcaloïdes tels que la cyclopamine et la jervine. La cyclopamine inhibe et bloque la capacité de renouvellement de cellules souches cancéreuses. Elle est responsable de la cyclopie chez les agneaux. Elle inhibe également la réplication du virus respiratoire syncytial, agent majeur des bronchiolites du nourrisson